# Synecta griseola
Synecta griseola là một loài bướm đêm trong họ Geometridae.